# NGC 2106
NGC 2106 ist eine linsenförmige Galaxie vom Hubble-Typ SB0 im Sternbild Lepus am Südsternhimmel. Sie ist schätzungsweise 81 Millionen Lichtjahre von der Milchstraße entfernt und hat einen Durchmesser von etwa 70.000 Lj.
Das Objekt wurde am 21. November 1835 von John Herschel entdeckt.